# Georges Hayem

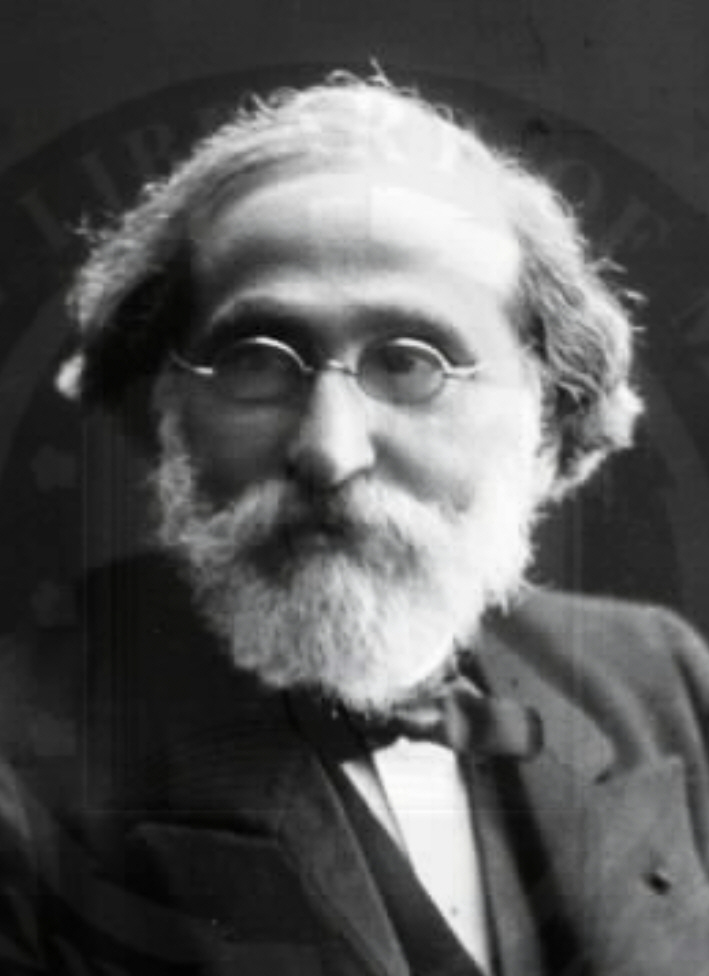
Georges Hayem

Georges Hayem, född 24 november 1841 i Paris, död 27 augusti 1933, var en fransk läkare. 
Hayem blev professor i terapi i Paris 1879. Han författade ett stort antal arbeten, särskilt rörande blodets patologi, bland annat Leçons sur les modifications du sang sous l'influence des agents médicamenteux (1882). Åren 1873–1898 utgav han "Revue des sciences médicales en France et à l'étranger".
Hayem och Fernand Widal fick Hayem-Widals syndrom uppkallat efter sig. Sjukdomen har sedan bytt namn till hemolytisk anemi.